# Рілл Бакстер
Рілл Бакстер (англ. Rill Baxter; нар. 26 жовтня 1962) — колишній американський тенісист.
Найвищу одиночну позицію світового рейтингу — 316 місце досяг 20 квітня 1987, парну — 69 місце — 17 серпня 1987 року.
Найвищим досягненням на турнірах Великого шолома було 2 коло в парному та змішаному парному розрядах.

## Фінали за кар'єру

### Парний розряд (2 поразки)
| Результат | W/L | Дата     | Турнір                    | Покриття | Партнер        | Суперники                    | Рахунок       |
| --------- | --- | -------- | ------------------------- | -------- | -------------- | ---------------------------- | ------------- |
| Поразка   | 0–1 | Лют 1988 | Мец, Франція              | Килим    | Ндука Одізор   | Ярослав Навратіл Том Нейссен | 2–6, 7–6, 6–7 |
| Поразка   | 0–2 | Січ 1989 | Веллінгтон, Нова Зеландія | Тверде   | Гленн Мічібата | Пітер Дуен Лорі Вордер       | 6–3, 2–6, 3–6 |